# Diocesi di Mayagüez
La diocesi di Mayagüez (in latino Dioecesis Maiaguezensis) è una sede della Chiesa cattolica a Porto Rico suffraganea dell'arcidiocesi di San Juan. Nel 2021 contava 387.730 battezzati su 484.660 abitanti. È retta dal vescovo Ángel Luis Ríos Matos.

## Territorio
La diocesi si trova nella parte occidentale dell'isola di Porto Rico e comprende i comuni di Añasco, Cabo Rojo, Hormigueros, Lajas, Las Marías, Maricao, Mayagüez, Sabana Grande, San Germán, Aguada, Aguadilla, Moca, Rincón e San Sebastián.
Sede vescovile è la città di Mayagüez, dove si trova la cattedrale di Nostra Signora della Candelaria.
Il territorio è suddiviso in 31 parrocchie.

## Storia
La diocesi è stata eretta il 1º marzo 1976 con la bolla Qui arcano Dei di papa Paolo VI, ricavandone il territorio dalle diocesi di Arecibo e di Ponce.
Il 19 giugno 1980, con la lettera apostolica Constat Christifideles, papa Giovanni Paolo II ha confermato la Beata Maria Vergine, venerata con il titolo di Nuestra Señora de la Monserrate, patrona principale della diocesi.

## Cronotassi dei vescovi
Si omettono i periodi di sede vacante non superiori ai 2 anni o non storicamente accertati.
- Ulises Aurelio Casiano Vargas † (4 marzo 1976 - 6 luglio 2011 ritirato)
- Álvaro Corrada del Río, S.I. (6 luglio 2011 - 9 maggio 2020 ritirato)
- Ángel Luis Ríos Matos, dal 9 maggio 2020

## Statistiche
La diocesi nel 2021 su una popolazione di 484.660 persone contava 387.730 battezzati, corrispondenti all'80,0% del totale.
| anno | popolazione | popolazione | popolazione | presbiteri | presbiteri | presbiteri | presbiteri                | diaconi | religiosi | religiosi | parrocchie |
| anno | battezzati  | totale      | %           | numero     | secolari   | regolari   | battezzati per presbitero | diaconi | uomini    | donne     | parrocchie |
| ---- | ----------- | ----------- | ----------- | ---------- | ---------- | ---------- | ------------------------- | ------- | --------- | --------- | ---------- |
| 1976 | 352.356     | ?           | ?           | 56         | 21         | 35         | 6.292                     |         | 4         | 105       | 25         |
| 1980 | 374.000     | 469.000     | 79,7        | 66         | 21         | 45         | 5.666                     |         | 54        | 115       | 25         |
| 1990 | 426.000     | 519.000     | 82,1        | 74         | 40         | 34         | 5.756                     | 2       | 39        | 149       | 29         |
| 1999 | 360.000     | 491.518     | 73,2        | 77         | 47         | 30         | 4.675                     | 3       | 32        | 143       | 58         |
| 2000 | 360.000     | 491.518     | 73,2        | 71         | 41         | 30         | 5.070                     | 3       | 32        | 135       | 58         |
| 2001 | 360.000     | 491.518     | 73,2        | 70         | 40         | 30         | 5.142                     | 3       | 32        | 134       | 58         |
| 2002 | 360.000     | 491.518     | 73,2        | 68         | 38         | 30         | 5.294                     | 4       | 32        | 133       | 58         |
| 2003 | 376.000     | 491.518     | 76,5        | 67         | 37         | 30         | 5.611                     | 4       | 32        | 133       | 29         |
| 2004 | 376.000     | 491.518     | 76,5        | 70         | 40         | 30         | 5.371                     | 4       | 32        | 114       | 29         |
| 2013 | 421.700     | 524.000     | 80,5        | 73         | 50         | 23         | 5.776                     | 22      | 26        | 116       | 30         |
| 2016 | 417.000     | 518.000     | 80,5        | 78         | 49         | 29         | 5.346                     | 24      | 32        | 95        | 31         |
| 2019 | 383.000     | 479.000     | 80,0        | 56         | 44         | 12         | 6.839                     | 58      | 13        | 99        | 31         |
| 2021 | 387.730     | 484.660     | 80,0        | 63         | 50         | 13         | 6.154                     | 65      | 13        | 95        | 31         |